# 文教政策
文教政策（ぶんきょうせいさく）
日本の文教政策は、かつて文部省が所管しており、教育政策のほか、スポーツ政策、学術政策、文化政策などがあった。2001年1月、科学技術庁との合併で文部科学省となり、文教政策と科学技術政策の双方を所管することとなった。